# شوربلاغ عليا
شوربلاغ عليا هي قرية في مقاطعة بل دشت، إيران. يقدر عدد سكانها بـ 415 نسمة بحسب إحصاء 2016.